# Carignan (Ardennes)
Carignan település Franciaországban, Ardennes megyében. Lakosainak száma 2745 fő (2022. január 1.). Carignan Blagny, Les Deux-Villes, Euilly-et-Lombut, Matton-et-Clémency, Osnes, Sailly, Tétaigne és Vaux-lès-Mouzon községekkel határos.

## Népesség
A település népességének változása:
| Lakosok száma | 3674 | 3646 | 3359 | 3188 | 2967 | 2931 | 2885 | 2879 | 2875 | 2745 |
|               | 1968 | 1982 | 1990 | 2006 | 2013 | 2015 | 2017 | 2019 | 2020 | 2022 |